# Linda Gottfredson
Linda Gottfredson (de soltera Howarth; San Francisco, 24 de junio de 1947) es una psicóloga y escritora estadounidense. Es profesora emérita de psicología educativa en la Universidad de Delaware y codirectora del Proyecto Delaware-Johns Hopkins para el Estudio de la Inteligencia y la Sociedad. Es conocida por haber escrito en 1994 la carta "Mainstream Science on Intelligence", publicada en el Wall Street Journal en defensa del polémico libro de Richard Herrnstein y Charles Murray The Bell Curve (1994).
Forma parte de los consejos de la International Society for the Study of Individual Differencess, la International Society for Intelligence Researchy de los consejos editoriales de las revistas académicas Intelligence, Learning and Individual Differences y Society.

## Vida y educación
Gottfredson nació en San Francisco en 1947. Es miembro de la tercera generación de profesores universitarios. Su padre, Jack A. Howarth (fallecido en 2006), fue profesor de la Facultad de Veterinaria de la Universidad de California en Davis, al igual que su padre. Gottfredson se licenció inicialmente en biología, pero luego se cambió a psicología junto con su primer marido, Gary Don Gottfredson. En 1969 se licenció en psicología en la Universidad de California en Berkeley. Trabajó en el Cuerpo de Paz en Malasia. Gottfredson y su marido cursaron estudios de posgrado en la Universidad Johns Hopkins, donde ella se doctoró en sociología en 1977.

## Opiniones y críticas
Gottfredson ha sido muy crítico con el trabajo del psicólogo Robert Sternberg sobre la teoría triárquica de la inteligencia, argumentando que según su criterio Sternberg no ha demostrado una distinción entre la inteligencia práctica y la inteligencia analítica medida por los tests de CI.
Sus puntos de vista sobre la relación entre raza e inteligencia y su oposición manifiesta a políticas como la discriminación positiva, las cuotas de contratación y la "normalización racial" en las pruebas de aptitud han llevado al Southern Poverty Law Center a caracterizarla como promotora del eugenismo, el racismo científico y el nacionalismo blanco.
Gottfredson ha recibido becas de investigación por valor de 267.000 dólares del Pioneer Fund, una organización que ha sido descrita como racista y supremacista blanca. Ha defendido al presidente del Pioneer Fund, J. Philippe Rushton, y ha despreciado a sus críticos. La Universidad de Delaware intentó sin éxito impedir que Gottfredson recibiera subvenciones del Pioneer Fund antes de llegar a un acuerdo legal con ella en 1992.

## Trabajo académico
Gottfredson ocupó un puesto en el Centro de Organización Social de las Escuelas de Hopkins e investigó cuestiones de segregación y tipología ocupacional basadas en conjuntos de habilidades y capacidad intelectual. Se casó con Robert A. Gordon, que trabajaba en un área relacionada en Hopkins, y se divorciaron a mediados de los 90.
En 1985, Gottfredson participó en una conferencia titulada "The g Factor in Employment Testing". Las ponencias presentadas se publicaron en el número de diciembre de 1986 del Journal of Vocational Behavior, del que fue editora. En 1986, Gottfredson fue nombrado profesor asociado de estudios educativos en la Universidad de Delaware, en Newark.
En 1989, The Washington Post informó de que una de las presentaciones de Gottfredson fue citada favorablemente por un artículo de la revista de la National Association for the Advancement of White People.
Ese año, presentó una serie de trabajos sobre el factor general de inteligencia y el empleo, entre los que se incluían algunas críticas al uso de curvas diferentes para candidatos de distintas razas. Gottfredson ha dicho:

Ahora tenemos lo que yo llamo la ficción igualitaria de que todos los grupos son iguales en inteligencia. Tenemos una política social basada en esa ficción. Por ejemplo, la Ley de Derechos Civiles de 1991 codificó el caso Griggs vs. Duke Power, que decía que si hay una contratación desproporcionada por raza, es una prueba prima facie de discriminación racial. ...Las diferencias de inteligencia tienen efectos en el mundo real, pensemos o no en ellas, queramos o no desearlas. Y no hacemos ningún bien a nadie, desde luego no a las personas con bajo coeficiente intelectual, negando que esos problemas existen

Mientras era profesora adjunta de Estudios Educativos a finales de la década de 1980, Gottfredson solicitó y recibió tres subvenciones del Pioneer Fund, creado para promover la investigación sobre la eugenesia y la supremacía blanca. En 1990 fue ascendida a profesora titular de la Universidad de Delaware. Ese año, su cuarta solicitud de subvención al Pioneer Fund fue rechazada por el consejo de la Universidad, que dijo que la financiación socavaría la acción afirmativa de su universidad. Gottfredson impugnó la decisión con la ayuda del Center for Individual Rights y la American Association of University Professors. En 1992, tras dos años y medio de debates y protestas, la administración de la Universidad llegó a un acuerdo que permitía de nuevo a Gottfredson y Jan Blits seguir recibiendo fondos de investigación del Pioneer Fund. El mediador del caso sostuvo que el comité de investigación de la Universidad había violado sus propias normas de revisión al examinar el contenido de la investigación de Gottfredson y que éste tenía un derecho a la libertad académica que las percepciones públicas no bastaban para superar.